# Nepál vasúti közlekedése
Nepál vasúthálózatának hossza 59 km,  762 mm nyomtávú; a nepáli Dzsanakpurt köti össze az indiai Dzsainagarral. A vasúthálózatot a Indian Railways üzemelteti. Az ország fővárosában, Katmanduban nincs vasút.

## Vasúti kapcsolata más országokkal
- India - van, eltérő nyomtávok: 762 mm / 1676 mm, 1000 mm
- Kína - nincs, tervezés alatt 1435 mm